# Elachista pollutella
Elachista pollutella — вид лускокрилих комах родини злакових молей-мінерів (Elachistidae).

## Поширення
Поширений в Європі від Франції та Бельгії до України та від Німеччини до Італії, Угорщини та Румунії. Він також був зафіксований в Сибіру та Монголії.

## Опис
Розмах крил 11-13 мм.

## Спосіб життя
Личинки харчуються листям пирію сизого (Elymus hispidus). Вони мінують листя своєї рослини-господаря.